# Národní botanická zahrada (Izrael)

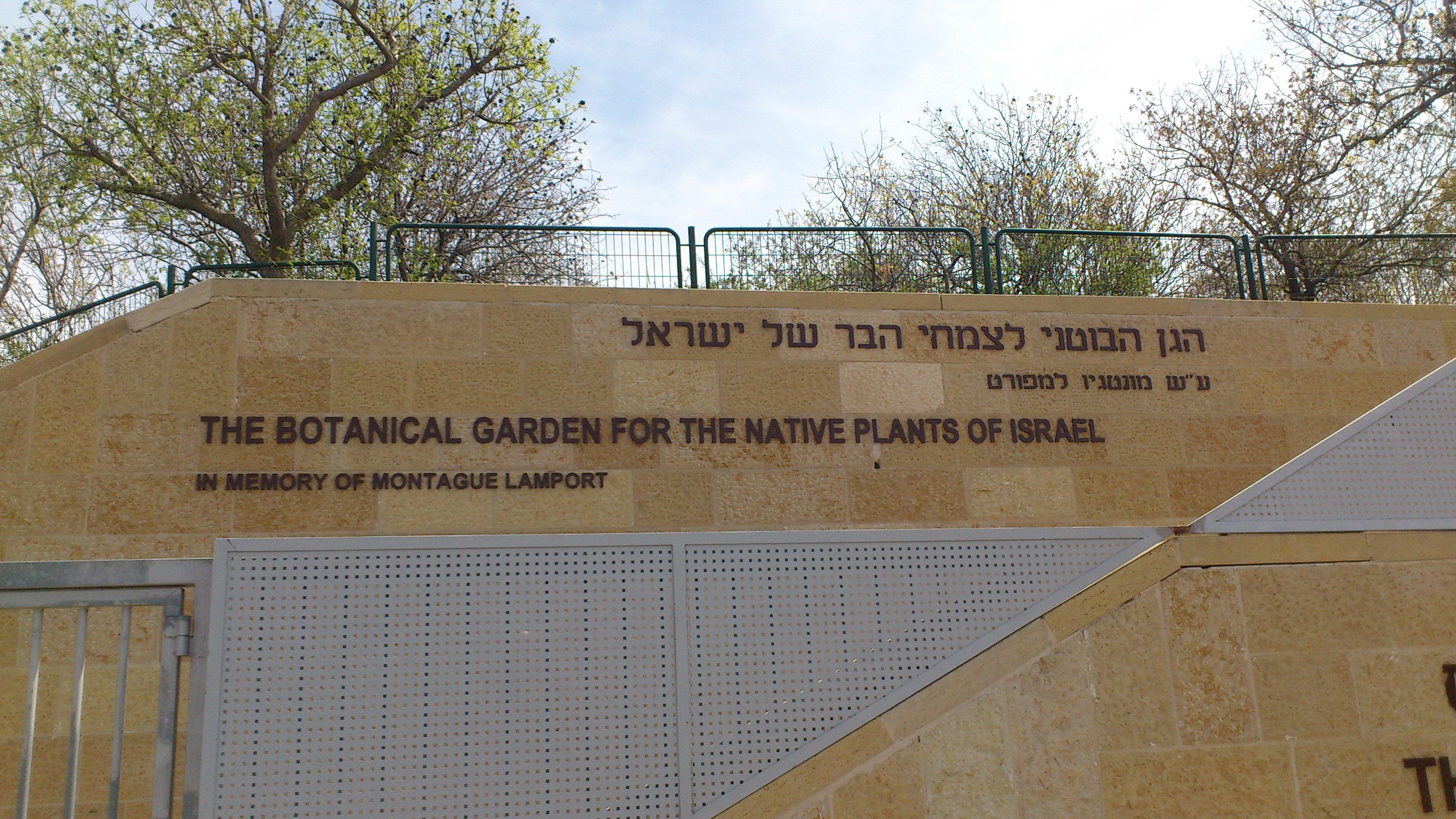
Vstupní brána

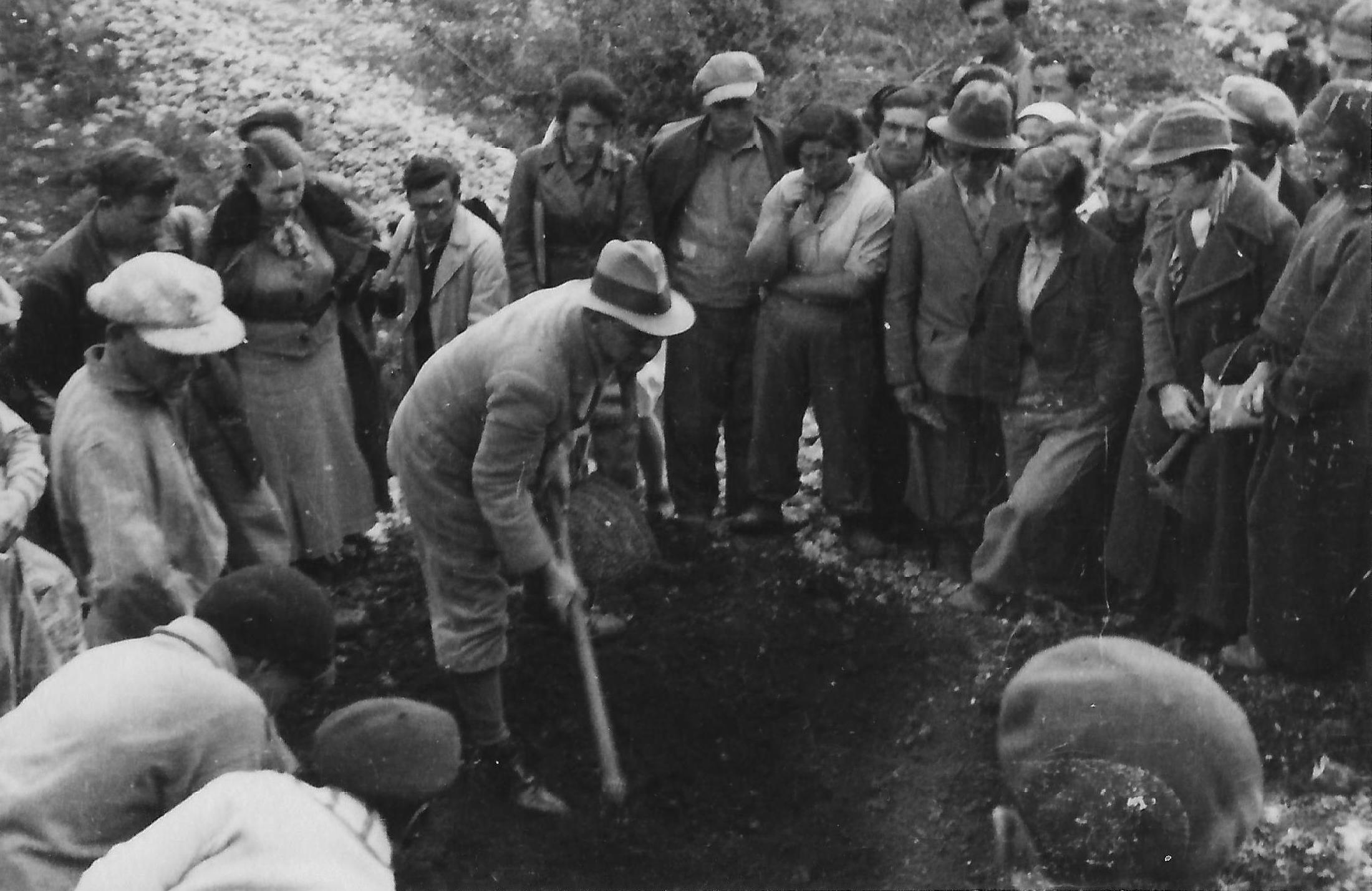
Botanik Alexander Eig sází v zahradě první strom – 1931

Národní botanická zahrada Izraele (anglicky celým názvem: The Botanical Garden for the Native Plants of Israel in memory of Montague Lamport, hebrejsky: הגן הבוטני לצמחי ארץ ישראל ע"ש מונטג'יו למפורט) se nachází v severní části kampusu Hebrejské univerzity v Jeruzalémě na hoře Skopus. 
Zahrada byla založena v roce 1931 profesorem Otto Wartburgem, vedoucím katedry botaniky na Hebrejské univerzitě v Jeruzalémě, a botanikem doktorem Alexanderem Eigem. Šlo o první botanickou zahradu na území Izraele i na celém Předním Východě. Po roce 1948 byla hora Skopus od Izraele izolována a zahrada následujících 19 let pustla. V roce 1967 převzal Izrael opět kontrolu nad celým kampusem, avšak k výraznému zlepšení situace v zahradě nedošlo. Až v roce 1980 byly podniknuty první kroky k obnovení původní funkce zahrady. V roce 1988 byla zahrada slavnostně znovuotevřena a od té doby slouží jako vědecké a výukové centrum i jako místo k relaxaci.  
Součástí Národní botanické zahrady Izraele je také archeologický park, v jehož komplexu se nachází několik židovských pohřebních jeskyní z období Druhého chrámu. Jednou z těchto jeskyní je známá Nikanorova hrobka. Tato jeskyně je mimo jiné místem posledního odpočinku dvou sionistických aktivistů: Leona Pinskera a Menachema Usiškina.